# Юло, Николя
Николя́ Юло́ (фр. Nicolas Hulot; род. 30 апреля 1955) — французский фотограф, журналист, телевизионный ведущий и продюсер, писатель, экоактивист, политический и государственный деятель, министр комплексных экологических преобразований (2017—2018).

## Биография

### Ранние годы
Родился 30 апреля 1955 года в Лилле, в семье Фили́ппа Мари́ Жозе́фа Юло́ (фр. Philippe Marie Joseph Hulot, 12 июня 1929, Париж, Франция — 1970), старателя в Венесуэле, впоследствии главы кондитерской компании в Париже и завода в Ницце; и Мони́к Маргари́ты Мари́ Юло́ (фр. Monique Marguerite Marie Hulot, в девичестве Мулю́ фр. Moulun, род. 30 января 1929, Санс, Франция), торгового представителя фармацевтической компании. В семье кроме него были ещё брат Гонза́га (фр. Gonzague) и сестра Беатри́с (фр. Béatrice). В 15-летнем возрасте потерял отца, скончавшегося от рака, через три года брат покончил жизнь самоубийством. Николя остался единственным мужчиной в семье. Начал работать сразу по окончании парижского лицея Сен-Жан-де-Пасси — в 18 лет стал фотографом агентства Сипа Пресс.

### Журналист и экоактивист
Много ездил — в 1976 году готовил фоторепортажи о землетрясении в Гватемале, в том же году отправился в ЮАР вместе с известным мореходом Эриком Табарли, затем освещал войну в Южной Родезии. В конце семидесятых работал на радиостанции France Inter, в 1980 году освещал ралли «Дакар», с этого же времени начал работать на телевизионном канале La Une, занимаясь темами культуры и спорта в программе «Les visiteurs du mercredi».
В 1987 году стартовала самая популярная из телепрограмм Юло — «Ushuaïa, le magazine de l’extrême», посвящённая защите природы, сюжет которой строился на историях об экстремальных путешествиях. В 1990 году основал экологический «фонд Ушуая», который позднее был реорганизован в «фонд Николя Юло за природу и человека» (Fondation Nicolas-Hulot pour la nature et l’homme).

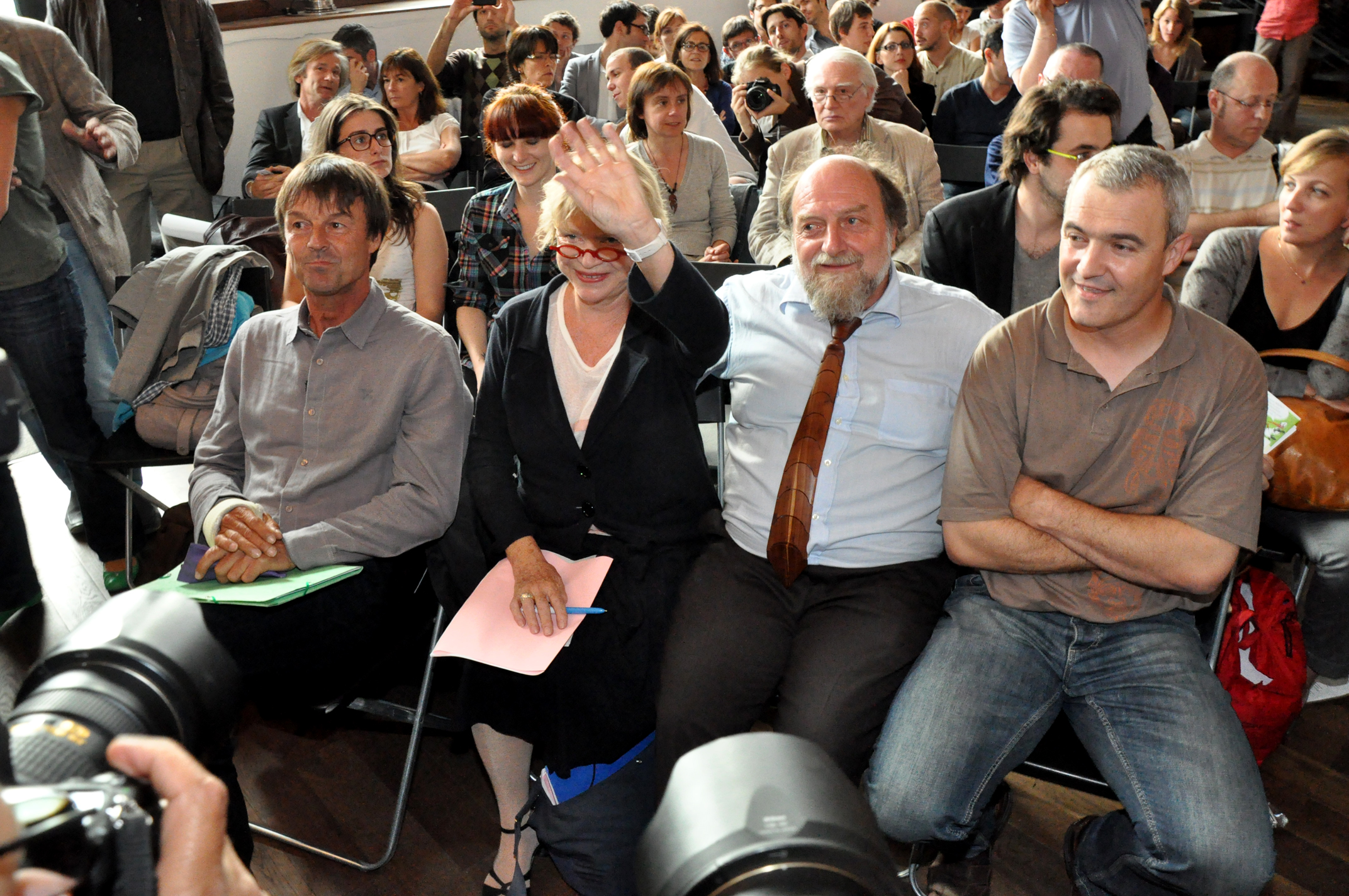
С Евой Жоли в ходе предвыборной кампании 2012 года.

В 2007 году принял участие в борьбе за выдвижение своей кандидатуры на президентских выборах, но отказался от продолжения кампании после подписания основными кандидатами так называемого «Экологического пакта» (Pacte écologique).
В 2012 году боролся за выдвижение его кандидатуры на президентских выборах от партии Европа Экология Зелёные, но проиграл Еве Жоли.
В 2015 году в качестве специального представителя президента Франции по защите планеты приезжал в Москву в рамках подготовки 21-й конференции Рамочной конвенции ООН по вопросам изменения климата «COP21/CMP11 — „Paris 2015“», предусматривающей разработку нового всеобщего соглашения по климату и ограничение повышения температуры на планете не более чем на 2 °C.
В ходе президентской предвыборной кампании 2017 года отказался поддержать кого-либо из кандидатов.

### В правительстве
17 мая 2017 года получил портфель министра комплексных экологических преобразований в правительстве Эдуара Филиппа в ранге одного из трёх государственных министров.
21 июня 2017 года сохранил свой портфель при формировании второго правительства Филиппа.
6 июля 2017 года Юло представил на пресс-конференции в Министерстве комплексных экологических преобразований программу действий, которая среди прочих мер предусматривает прекращение производства во Франции автомобилей с бензиновыми и дизельными двигателями к 2040 году и отказ от угля при производстве электроэнергии к 2022 году.
10 июля 2017 года объявил о планах закрытия вплоть до 17 ядерных реакторов во исполнение закона о реформировании энергетики, предусматривающего снижение до 50 % доли атомной энергии в общем объёме производства электроэнергии во Франции.
6 сентября 2017 года представил законопроект о запрещении на территории Франции поиска новых и разработки существующих месторождений углеводородных энергоносителей и выразил надежду, что другие страны последуют этому примеру.
23 октября 2017 года выступил за продление на три года истекающего в 2017 году разрешения на использование в Евросоюзе глифосата, поскольку требуется время для поиска другого гербицида.
17 января 2018 года премьер-министр Эдуар Филипп объявил об отказе от планов строительства аэропорта Большого Запада в Нотр-Дам-де-Ланд (департамент Атлантическая Луара). По утверждению «Le Monde», хотя Юло публично отрицал факт своего давления на главу правительства, принятое решение стало важным политическим успехом министра экологии.
28 августа 2018 года, выступая на радио France Inter, объявил о выходе из правительства, не известив об этом предварительно ни премьер-министра, ни президента (при этом объяснил своё решение следующим образом: «Я больше не хочу обманывать самого себя»). Юло обвинил правительство в отсутствии должного внимания к экологическим проблемам и, по мнению наблюдателей, последней каплей, переполнившей его чашу терпения, могло стать появление видного представителя «охотничьего лобби» Тьери Коста на совещании по проблемам регулирования охоты в Елисейском дворце 27 августа.

## Критика
15 декабря 2017 года Высшее управление открытости информации в сфере общественной жизни (HATVP) опубликовало декларации об имущественном положении действующих министров. Сведения, предоставленные Николя Юло, привлекли внимание прессы в связи с заявленным наличием в числе его имущества общей стоимостью 7,3 млн евро девяти транспортных средств, оцененных в 105 тыс. евро. Согласно декларации, у министра экологии есть Land Rover и Peugeot Boxer, купленные в 1998 году по 1000 евро за каждый, а также несколько других автомобилей и мотоциклов, среди которых имеется только один электрический скутер производства BMW.
2 февраля 2018 года газета «Ebdo» опубликовала информацию о двух женщинах, обвинивших Юло в сексуальных домогательствах. 8 февраля в интервью телеканалу BFM-TV он опроверг все обвинения.
24 ноября 2021 года после выхода телепередачи «Специальный корреспондент», в которой несколько женщин обвинили Юло в сексуальной агрессии в период начиная с 1989 года, он объявил об уходе из общественной жизни, но подчеркнул, что не совершал указанных деяний и вообще никогда не встречался с обвинительницами.

## Книги
- Табарли: 45 лет вызова (Tabarly : 45 ans de défi, Pac, Paris, 1976)
- Эти дети, которые страдают (Ces enfants qui souffrent, Pac, Paris, 1978)
- Полярные охотники (Chasseurs de Pôles, Albin Michel, Paris, 1989)
- Поперечные тропы (Les Chemins de traverse, JC Lattès, Paris, 1989 ; Pocket, Paris, 1990)
- Состояния души (États d'âme, JC Lattès, Paris, 1991 ; LGF, Paris, 1992)
- Вопросы природы (Questions de nature, Plon, Paris, 1995 ; Pocket, Paris, 1996)
- К моим рискам и удовольствиям (À mes risques et plaisirs, Plon, Paris, 1998 ; Pocket, Paris, 2000)
- Чтобы Земля осталась человечной (Pour que la Terre reste humaine, Seuil, Paris, 1999 ; Seuil, coll. Points, Paris, 2001)
- Ushuaïa Nature: рай на краю света (Ushuaïa nature : paradis du bout du monde, Michel Lafon, Paris, 2000)
- Природа планеты (Planète nature, Michel Lafon, Paris, 2002)
- Ushuaïa Nature том 2. Путешествия в сердце экстрима (Ushuaïa nature. Vol. 2, Voyages au cœur de l’extrême, Michel Lafon, Paris, 2003)
- Синдром Титаника (Le Syndrome du Titanic, Calmann-Lévy, Paris, 2004 ; LGF, Paris, 2004)
- Экологический путеводитель от А до Я для молодёжи (Écologuide de A à Z : pour les juniors, Le cherche midi, Paris, 2004)
- Ушуая: большой альбом (Ushuaïa : le grand album, Michel Lafon, Paris, 2004)
- Поделённая Земля: похвала биоразнообразию (La Terre en partage : éloge de la biodiversité, La Martinière, Paris, 2005)
- Семена возможного, встречные взгляды на экологию (Graines de possibles, regards croisés sur l'écologie (avec Pierre Rabhi), Calmann-Lévy, Paris, 2005 ISBN 978-2-7021-3589-1)
- За экологический пакт (Pour un pacte écologique, Calmann-Lévy, Paris, 2006, ISBN 978-2-7021-3742-0)
- Синдром Титаника-2 (Le Syndrome du Titanic 2, Calmann-Lévy, Paris, 2009, ISBN 978-2-7021-3960-8)
- Национальные парки во Франции (Parcs nationaux en France, avec Patrick Desgraupes et Michel Fonovich, Aubanel, Paris, 2009, ISBN 978-2-7006-0672-0)
- Наши годы Ушуая — 25 лет чуда (Nos années Ushuaïa — 25 ans d'émerveillement, Éditions du Toucan, Paris, 2012, ISBN 978-2-8100-0511-6)
- Выше, чем мои мечты (Plus haut que mes rêves, Calmann-Lévy, Paris, 2013 ISBN 978-2-7021-4398-8)
- Дерзаем! Речь в защиту свободного человека (Osons ! Plaidoyer d’un homme libre, Les liens qui libèrent, 2015, ISBN 979-1020903198)
- Мой экологический путеводитель от А до Я (Mon écologuide de A à Z, Paris, 2015)
- В соавторстве с Фредериком Ленуаром[фр.]: От одного мира к другому (D’un monde à l’autre, Éditions Fayard, 2020, ISBN 9782213715278)

## Документальный фильм
- Синдром Титаника (Le Syndrome du Titanic, film documentaire de Nicolas Hulot et Jean-Albert Lièvre, 2009)